# Global Gladiators
Global Gladiators (noto anche come Mick and Mack: Global Gladiators) è un videogioco a piattaforme del 1992 sviluppato da Virgin Interactive per Sega Mega Drive e successivamente distribuito su Sega Master System, Game Gear e Commodore Amiga. Una versione per Super Nintendo venne cancellata durante lo sviluppo per ragioni mai chiarite, forse a causa di problemi legali; una versione per Game Boy fu sviluppata e completata, ma venne bloccata la pubblicazione probabilmente per le stesse ragioni della versione SNES.
Il gioco è ispirato al franchise McDonald's, e riprende i due protagonisti da un altro titolo Virgin, McDonaldland.

## Modalità di gioco
Nella modalità un giocatore, il giocatore controlla Mick o Mack e lo deve guidare attraverso quattro mondi: Slime World, Mystical Forest, Toxi-town and Arctic World. Ogni mondo è diviso in vari livelli, e per passare da uno all'altro è necessario raccogliere un certo numero di loghi McDonald's. In questa avventura sono guidati da Ronald McDonald, che però fa solo due apparizioni: una all'inizio del gioco, e l'altra alla fine.